# 20 × 138 mm B
La 20 × 138 mm B, conosciuta anche come Long Solothurn era una munizione svizzera per mitragliere antiaeree e fucili anticarro, largamente impiegata durante la seconda guerra mondiale. La denominazione standard indica il calibro e la lunghezza del bossolo, mentre la "B" sta per belted.

## Storia
La Rheinmetall iniziò lo sviluppo di questa munizione durante la prima guerra mondiale per la sua mitragliatrice aeronautica pesante 2 cm Ehrhardt FlzK. La sconfitta della Germania e le limitazioni al riarmo impostele dalle potenze vincitrici bloccarono lo sviluppo dell'arma e della munizione. Per aggirare le clausole armistiziali, progetti e prototipi furono trasferiti prima all'olandese HAIHA, poi, in seguito al fallimento di questa nel 1929, all'azienda svizzera Waffenfabrik Solothurn A.G.. Questa era una filiale della Rheinmetall-Borsig e realizzava le armi che, secondo il Trattato di Versailles, non potevano essere prodotte (e possedute) dalla Germania.
Intorno alla munizione la Solothurn realizzò, nei primi anni trenta, diverse armi controcarro e contraeree, come la mitragliera Solothurn ST-5 ed il famoso Solothurn S-18/1000, utilizzato anche dal Regio Esercito. Con l'ascesa al potere del partito nazista nel 1933, la Germania diede inizio ad un poderoso riarmo. La munizione venne impiegata nelle varie versioni della mitragliera 2 cm FlaK e, nel Regno d'Italia, sulle celebri Breda 20/65 Mod. 1935 e Scotti-Isotta Fraschini 20/77 Mod. 1941. L'uso di queste armi e della relativa munizione si protrasse ben oltre la seconda guerra mondiale in diverse forze armate europee, tre le quali l'Esercito Italiano e la Marina Militare.

## Tecnica
La 20 × 138 mm B è una cartuccia antiaerea ed anticarro, a percussione centrale, con bossolo a collo di bottiglia, belted.
Le tipologie di proiettili offerti sul mercato dalla Solothurn erano di 11 tipi, indicate ognuna da un nome di donna. Le munizioni furono prodotte anche in Italia, Germania, Austria e Finlandia ed erano ovviamente intercambiabili. Erano disponibili diversi tipi di proiettili con corona di forzamento in rame e bossolo in ottone, perforanti, esplosivi, traccianti ed incendiari. La Germania sviluppò avanzati proiettili perforanti in acciaio con camiciatura in alluminio oppure il "super perforante" 2cm Panzergranatpatrone 40 con nucleo in carburo di tungsteno. Le granate HE erano disponibili con spoletta ad impatto o ad impatto e ritardo pirico per l'autodistruzione.

## Armi in calibro 20 × 138 mm B
- Svizzera:
  - Solothurn ST-5: mitragliera antiaerea.
  - Solothurn S-18/100: fucile anticarro a otturatore girevole-scorrevole.
  - Solothurn S-18/1000: fucile anticarro bolt-action.
  - Solothurn S-18/1100: fucile anticarro semiautomatico.
- Germania:
  - 2 cm FlaK 30: mitragliera antiaerea terrestre e navale, singola o binata.
  - 2 cm KwK 30: variante veicolare della precedente.
  - 2 cm MG C/30: mitragliera antiaerea navale.
  - 2 cm FlaK 38: mitragliera antiaerea terrestre e navale, singola o binata.
  - 2 cm KwK 38: variante veicolare della precedente.
  - 2 cm Flakvierling: mitragliera antiaerea quadrinata, terrestre e navale.
- Finlandia:
  - Lahti L-39: fucile anticarro.
  - 20 ITK 40 VKT: mitragliera antiaerea binata.
- Italia/ Repubblica Sociale Italiana/ Repubblica Italiana:
  - Breda 20/65 Mod. 1935: mitragliera antiaerea/anticarro utilizzata su affusti terrestri fissi e mobili e su impianti navali singoli e binati.
  - Scotti-Isotta Fraschini 20/77 Mod. 1941: mitragliera antiaerea terrestre e navale.
- Polonia:
  - Nkm wz. 38 FK: mitragliera antiaerea ed anticarro singola.